# Demolition (album de Judas Priest)
Pour les articles homonymes, voir Demolition.
Albums de Judas Priest
'98 Live Meltdown
(1998) Live in London
(2003)
Demolition est le quatorzième album studio de Judas Priest sorti le 16 juillet 2001. Il s'agit du second album avec Tim Owens au chant.

## Liste des morceaux
Toutes les pistes de Glenn Tipton, sauf indication contraire.
1. Machine Man – 5:35
2. One on One (Downing, Tipton) – 6:44
3. Hell is Home (Downing, Tipton) – 6:18
4. Jekyll and Hyde – 3:19
5. Close to You (Downing, Tipton)– 4:28
6. Devil Digger – 4:45
7. Bloodsuckers (Downing, Tipton) – 6:18
8. In Between – 5:41
9. Feed on Me – 5:28
10. Subterfuge (Tipton, Tsangarides) – 5:12
11. Lost and Found (Downing, Tipton) – 4:57
12. Cyberface (Tipton, Travis) – 6:45
13. Metal Messiah (Tipton, Tsangarides) – 5:14

### Titre Bonus sur la versionJaponaise
1. What's My Name (Downing, Tipton, Owens) - 3:45

### Titres Bonus sur la versionAllemande
1. Rapid Fire (Downing, Tipton, Halford) – 3:53
2. The Green Manalishi (With the Two-Pronged Crown) (Peter Green) – 4:09
  - Celles-ci ont été ré-enregistrées avec Tim Owens au chant.

### Titres Bonus sur la versionAustralienne
1. What's My Name (Owens, Downing, Tipton) - 3:45
2. Rapid Fire (Halford, Downing, Tipton) – 3:53
3. The Green Manalishi (With the Two-Pronged Crown) (Green) – 4:09

## Composition du groupe
- Tim Owens : Chant
- K. K. Downing : Guitare
- Glenn Tipton : Guitare
- Ian Hill : Basse
- Scott Travis : Batterie